# 1,4-ジメトキシベンゼン
1,4-ジメトキシベンゼン（英語: 1,4-dimethoxybenzene）は、化学式が C
6H
4(OCH
3)
2 で表される有機化合物である。3種あるジメトキシベンゼンの異性体の1つ。白色の固体で、甘い花の香りをもつ。複数の植物が生成する。

## 天然での生成
天然では、ヤナギ、茶、ヒヤシンス、ズッキーニで生成する。ハチの触角に強く反応するため、ハチを誘引する。イランの化学者らはマウスを使った実験で、傾眠や活動性の低下を引き起こしたことからペルシャバッコヤナギに含まれる主な精神活性化学物質は1,4-ジメトキシベンゼンであると特定した。

## 合成
ヒドロキノンをジメチル硫酸とアルカリでメチル化することにより合成する。

## 使用
香水や石けんに使用される。
白黒フィルムの現像液、または、カテコールアミンとフェネチルアミンを合成する際の塩基としても使用できる。